# جنباری، بنگلادش
جنباری (به لاتین: Dhanbari) یک منطقهٔ مسکونی در بنگلادش است که در ناحیه تانگیل واقع شده‌است. جنباری ۲۵٫۶۲ کیلومتر مربع مساحت و ۳۶٬۱۲۵ نفر جمعیت دارد.